# Love & Sex
Love & Sex ist eine 2000 produzierte Filmkomödie von Valerie Breiman.

## Handlung
Die Journalistin Kate Welles soll bis zum Ende des Tages einen Artikel über ihre früheren Beziehungen schreiben. Sie erinnert sich an mehr als zehn Beziehungen aus der Vergangenheit. Dazu gehörte eine Affäre mit dem Maler Adam Levy, den sie während einer Ausstellung kennenlernte. Kate und Adam hatten häufig Sex an öffentlichen Orten. Sie stritten sich und gingen getrennte Wege. Kate versuchte auf einer Party, Adam eifersüchtig zu machen.
Kate gibt keinen Artikel ab, stattdessen kündigt sie den Job. Sie und Adam kommen wieder zusammen.

## Kritiken
- G. Allen Johnson lobte im San Francisco Examiner die Dialoge.
- Jay Carr schrieb im Boston Globe, dass der Film zahlreiche Klischees enthielte.
- Die Rhein-Zeitung schrieb, dass der Film herrlich sei und lobte die Darsteller[1]
- Lexikon des internationalen Films: „Flott geschriebene, präzise inszenierte Komödie, die bei aller Frivolität nie ins Zotenhafte abgleitet und vor allem von der Spielfreude der beiden Hauptdarsteller lebt, die ein Stück identifikationsreicher Alltäglichkeit in die Independent-Produktion bringen.“[2]

## Auszeichnungen
Valerie Breiman wurde für das Drehbuch 2001 für den Independent Spirit Award nominiert.

## Hintergrund
Das Drehbuch von Valerie Breiman hat autobiografische Elemente. Die Vorbereitung der Filmproduktion dauerte fünf Jahre. Das US-Einspielergebnis in den Kinos betrug 546.287 Dollar.